# Vláda Christiana Stockera
Vláda Christiana Stockera je vláda Rakouské republiky úřadující od 3. března 2025. V jejím čele stojí spolkový kancléř Christian Stocker. Nejsilnější silou vlády je Rakouská lidová strana (ÖVP), která uzavřela koalici se sociálními demokraty (SPÖ) a stranou NEOS. Jde o první rakouskou vládu od roku 1949, kterou sestavily tři strany.

## Povolební vývoj
Vzniku vlády předcházel komplikovaný povolební vývoj. Po zářijových volbách odmítl prezident Alexander Van der Bellen pověřit Herberta Kickla sestavením vlády, přestože byl předsedou vítězné strany FPÖ. Místo toho pověřil předsedu druhé nejsilnější strany Karla Nehammera, který plánoval vládu se sociálními demokraty a stranou NEOS. Této dohody však nedosáhl a rezignoval na post kancléře i předsedy ÖVP. Druhý pokus prezident již udělil Herbertu Kicklovi, který vyjednával o koalici s ÖVP. Jednání však ztroskotala a Kickl se 12. února 2025 pověření vzdal.
Třetí pokus již byl úspěšný a 3. března jmenoval prezident novou vládu na původně plánovaném půdorysu stran ÖVP, SPÖ a NEOS. Kancléřem se stal Christian Stocker, vicekancléřem předseda SPÖ Andreas Babler a ministryní zahraničí předsedkyně stranického výboru NEOS Beata Meinlová-Reisingerová. Pro všechny tři předsedy koaličních stran jde o první účast ve vládním kabinetu.